# Good Vibes (Benji & Fede)
Good Vibes è il quarto album in studio del gruppo musicale italiano Benji & Fede, pubblicato il 18 ottobre 2019 dalla Warner Music Italy.

## Tracce
1. Good Vibes – 3:03 (testo: Jacopo Angelo Ettorre, Benjamin Mascolo, Federico Rossi – musica: Giordano Cremona, Leonardo Grillotti, Eugenio Davide Maimone, Benjamin Mascolo, Federico Mercuri, Federico Rossi)
2. Solo con te – 2:36 (testo: Giordano Cremona, Jacopo Angelo Ettorre, Leonardo Grillotti, Benjamin Mascolo, Federico Rossi – musica: Giordano Cremona, Jacopo Angelo Ettorre, Leonardo Grillotti, Eugenio Davide Maimone, Federico Mercuri)
3. Safari (feat. Nek) – 3:06 (testo: Giordano Cremona, Jacopo Angelo Ettorre, Leonardo Grillotti, Benjamin Mascolo, Federico Rossi – musica: Giordano Cremona, Jacopo Angelo Ettorre, Leonardo Grillotti, Eugenio Davide Maimone, Federico Mercuri)
4. Tatuaggi – 3:13 (testo: Gianluca Ciccorelli, Benjamin Mascolo, Federico Palana, Federico Rossi – musica: Giordano Cremona, Leonardo Grillotti, Eugenio Davide Maimone, Federico Mercuri)
5. Sale (feat. Shari) – 2:37 (testo: Francesco Landi, Benjamin Mascolo, Shari Noioso, Federico Rossi – musica: Giordano Cremona, Leonardo Grillotti, Eugenio Davide Maimone, Federico Mercuri, Shari Noioso)
6. Quando sei con me – 2:59 (testo: Giordano Cremona, Jacopo Angelo Ettorre, Leonardo Grillotti, Benjamin Mascolo, Federico Rossi – musica: Giordano Cremona, Jacopo Angelo Ettorre, Leonardo Grillotti, Eugenio Davide Maimone, Federico Mercuri)
7. L'ultimo gin tonic (feat. Rocco Hunt) – 2:55 (testo: Giordano Cremona, Leonardo Grillotti, Eugenio Davide Maimone, Benjamin Mascolo, Federico Mercuri, Rocco Pagliarulo, Valerio Passeri, Alessandro Raina, Federico Rossi – musica: Rocco Pagliarulo, Valerio Passeri, Alessandro Raina)
8. Dove e quando – 3:10 (testo: Jacopo Angelo Ettorre, Leonardo Grillotti, Eugenio Davide Maimone, Benjamin Mascolo, Federico Mercuri, Federico Rossi – musica: Giordano Cremona, Jacopo Angelo Ettorre, Federico Mercuri)
9. Mi piace – 2:32 (testo: Benjamin Mascolo, Federico Rossi – musica: Giordano Cremona, Leonardo Grillotti, Eugenio Davide Maimone, Federico Mercuri)
10. Magnifico difetto – 3:24 (testo: Benjamin Mascolo, Massimiliano Pelan, Fabio Pizzoli, Federico Rossi – musica: Giordano Cremona, Leonardo Grillotti, Eugenio Davide Maimone, Federico Mercuri)
11. Tra lo stomaco e lo sterno (feat. Tormento) – 3:12 (testo: Massimiliano Cellamaro, Leonardo Grillotti, Riccardo Lodi, Eugenio Davide Maimone, Federico Rossi – musica: Massimiliano Cellamaro, Benjamin Mascolo)
12. Ogni volta – 2:54 (testo: Jacopo Angelo Ettorre, Federico Rossi – musica: Jacopo Angelo Ettorre, Benjamin Mascolo)

## Formazione
Gruppo
- Benjamin Mascolo – voce, chitarra
- Federico Rossi – voce

Altri musicisti
- Nek – voce aggiuntiva (traccia 3)
- Shari – voce aggiuntiva (traccia 5)
- Rocco Hunt – voce aggiuntiva (traccia 7)
- Tormento – voce aggiuntiva (traccia 11)

Produzione
- Merk & Kremont – produzione (tracce 1-10)
- Francesco Landi – produzione (tracce 11 e 12)

## Classifiche

### Classifiche settimanali
| Classifica (2019) | Posizione massima |
| ----------------- | ----------------- |
| Italia            | 1                 |
| Svizzera          | 36                |

### Classifiche di fine anno
| Classifica (2019) | Posizione |
| ----------------- | --------- |
| Italia            | 65        |
| Classifica (2020) | Posizione |
| Italia            | 65        |